# Садово-парковая скульптура

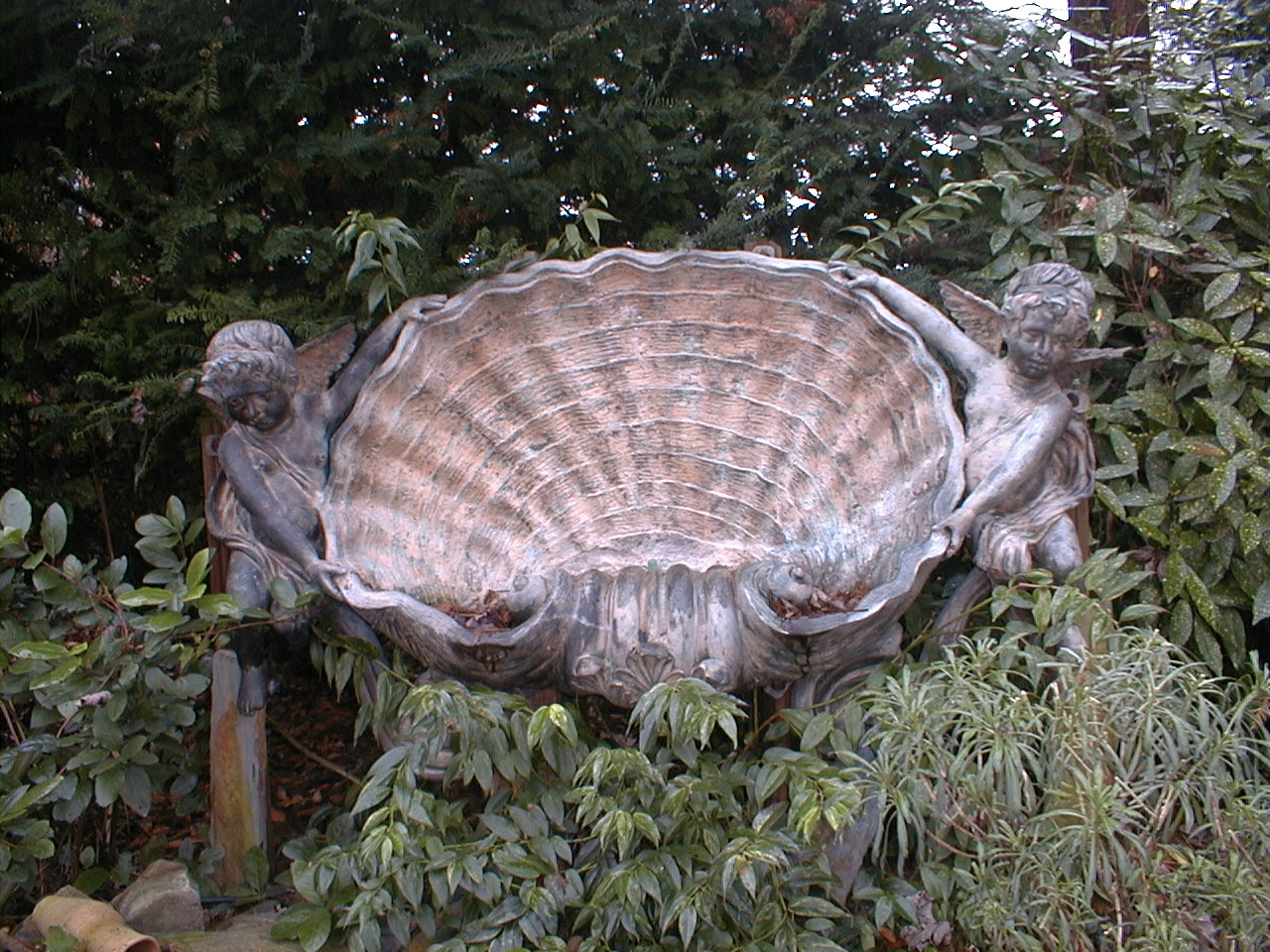
Фонтан "Раковина и два путто»

Садо́во-па́рковая скульпту́ра — разновидность изобразительного искусства, произведения которого предназначены для садов и парков. Может иметь как декоративный, так и мемориальный характер. Имеет давнюю и устойчивую традицию в искусстве стран Западной Европы.

## История

### Древняя Греция

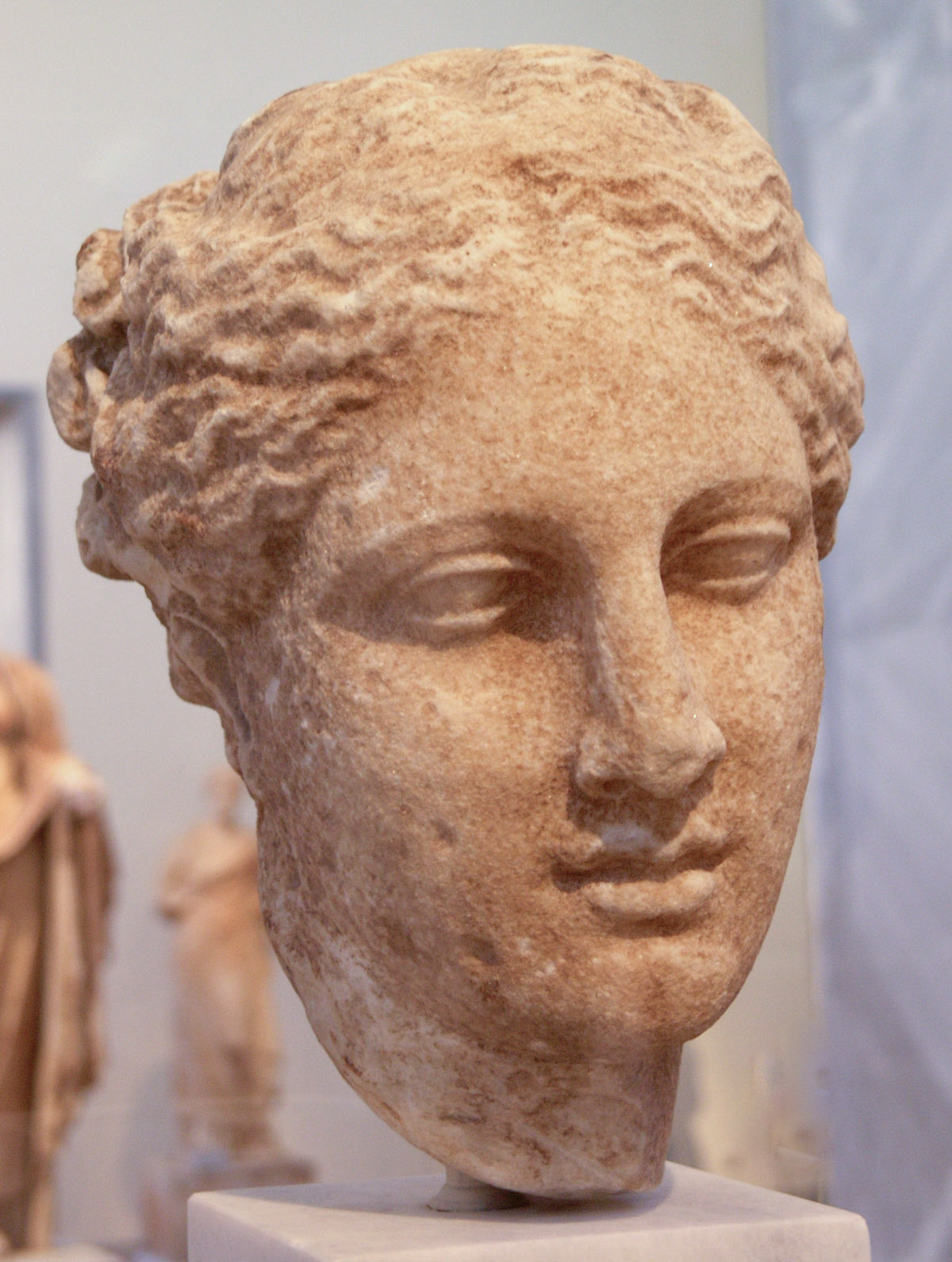
Скульптор Скопас. Голова Афродиты

Жизнь в древнегреческих городах-полисах не была лёгкой. Необходимость выживания во враждебной среде обусловила подозрительность, доно́сы, разочарование в действиях власти и войск, если те не давали быстрых побед. Частные сады  в полисах были очень редкими, ибо индивидуум ещё не мог отделиться от коллектива, от общества полиса-города. Известные сады в Афинах, Лицее и Академии сформировались на этапе кризиса полисной жизни.
Именно поиски выхода из кризиса стимулировали древнегреческую философию.
Именно сады Академии выбрали для встреч и обучения философы, а название «академия» распространилась по миру.
Именно от греков идёт традиция украшать сад скульптурами.

### Эллинизм

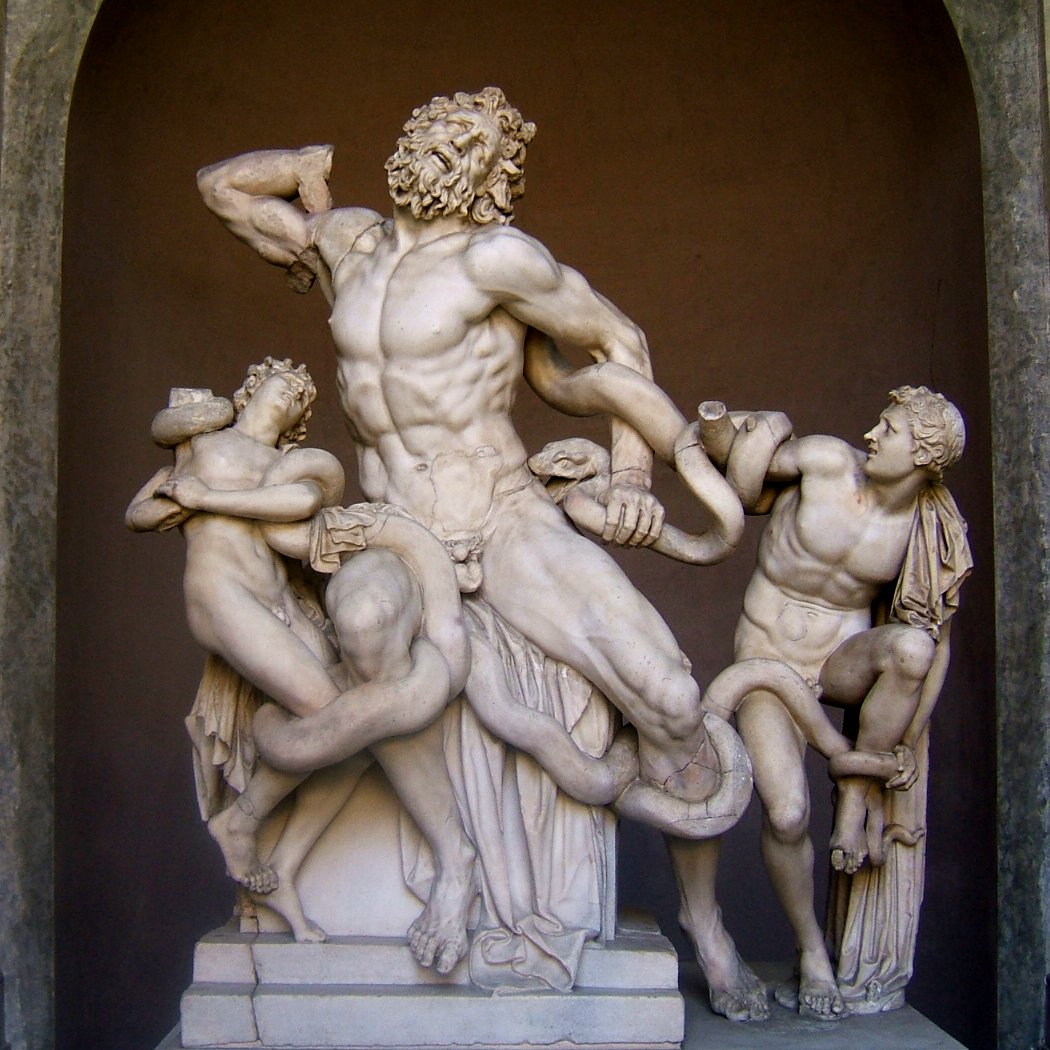
«Лаокоон и его сыновья». Ватикан

Эпохой эллинизма стали называть века после завоевания Александром Македонским государств Малой и Передней Азии, Северного Египта и распространения древнегреческой культуры на Восток.
Наиболее мощные очаги эллинизма возникли в Северном Египте и в Передней Азии. Именно здесь возникли свои школы скульптуры, ставшие достоянием культуры всего региона. Если мастера города Александрия считались с культурой Древнего Египта и сделали компромиссные формы, то скульпторы Пергама опирались больше на греческие традиции и развили их дальше. В скульптуру пришло движение, а лица персонажей запечатлели большую гамму человеческих чувств — величие на лице Богов, страдания Лаокоона и его сыновей, полет и восторг этим полет на всей фигуре богини Победы — Ники Самофракийской. Скульптура эллинизма потеряла равнодушно-успокаивающий характер и обратилась к переживаниям и чувств частного лица, рождённый индивидууму.
Распространение в эпоху эллинизма получила и садово-парковая скульптура, имевшая более спокойный, развлекательный, декоративный характер (Старый рыбак, Амур на гусе, Отдых Сатира, терракотовые танагрские статуэтки).

### Древний Рим
Частные сады Древнего Рима невозможно представить без ручьёв и садово-парковой скульптуры. Воинственный Рим постоянно грабил захваченные страны. Наиболее пострадавшими были Греция и греческие города-колонии в Средиземноморье. В Рим десятилетиями вывозили мраморные и бронзовые скульптуры, вазы, капители колонн, сами колонны, рельефы и даже каменные глыбы старых и разрушенных храмов, дворцов, сооружений.
В Риме быстро возникла практика копирования древнегреческих скульптур, потому что награбленных образцов не хватало на всех желающих. Благодаря этому (из-за чрезвычайной распространённости копий) уничтоженные оригиналы греческих скульпторов дошли до нашего времени в древнеримских копиях. Их и сейчас изучают, зарисовывают и копируют студенты художественных академий разных стран.

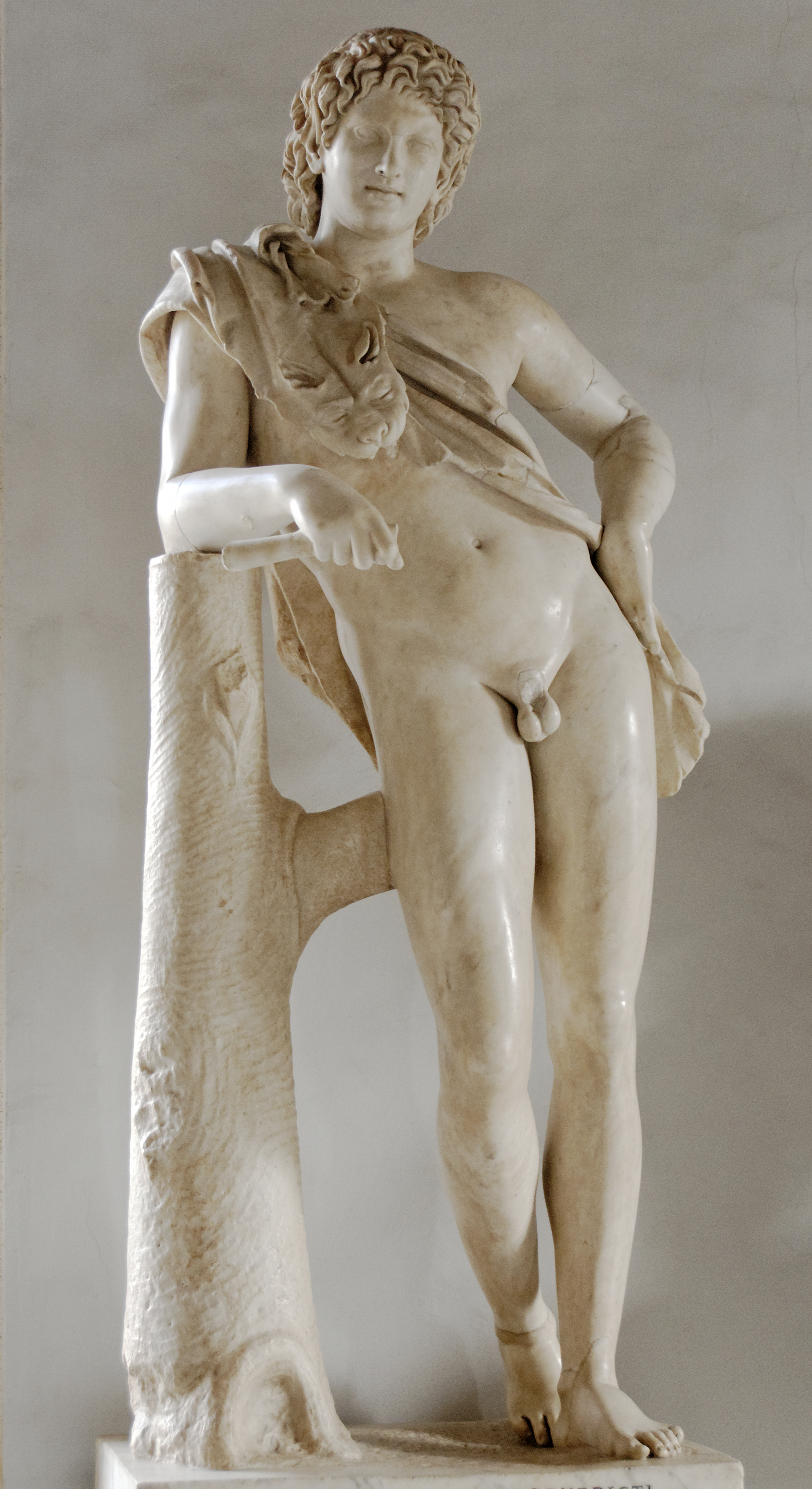
Отдых Фавна. Римская реплика по греческому оригиналу Праксителя. Капитолийские музеи, Рим
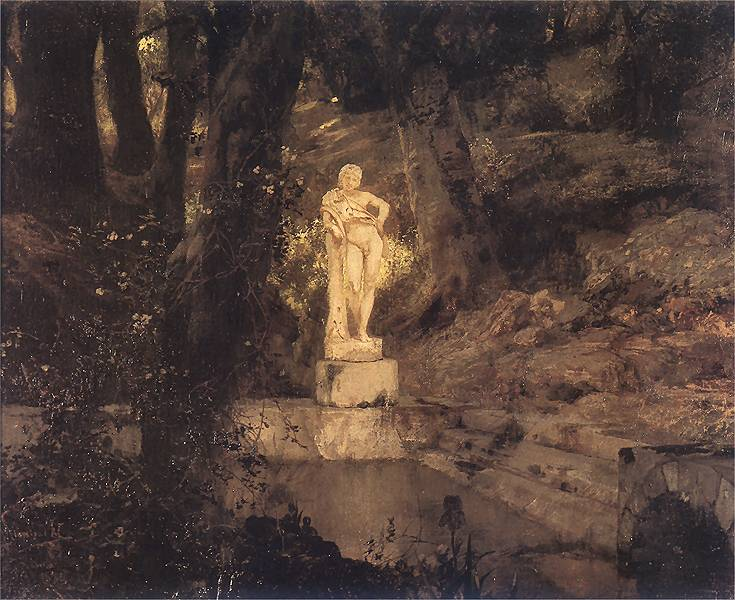
Художник Г. И. Семирадский. Пруд со скульптурой «Отдых Фавна»

### Италия эпохи Возрождения
В Италии эпохи Возрождения развитие скульптуры опередило на некоторое время развитие других разновидностей искусства. Скульптура стала доминировать на площадях и в первых образцах загородных вилл, в уютных садах, в отделке фонтанов. Фонтаны со скульптурами приобрели такую популярность, что итальянские образцы были заимствованы в сады Англии, Франции, Чехии (Прага, фонтан в саду Королевского летнего дворца). Поэтический фонтан с небольшой скульптурой стал героем драматических спектаклей в театре, а образцы фонтанов Италии покупали и вывозили в вельможные имения даже в 19 — 20 веках (усадьбы в Англии, поместья в США и др.). Касалось это и фонтанных скульптур Джамболоньи периода маньеризма.

### Сады барокко

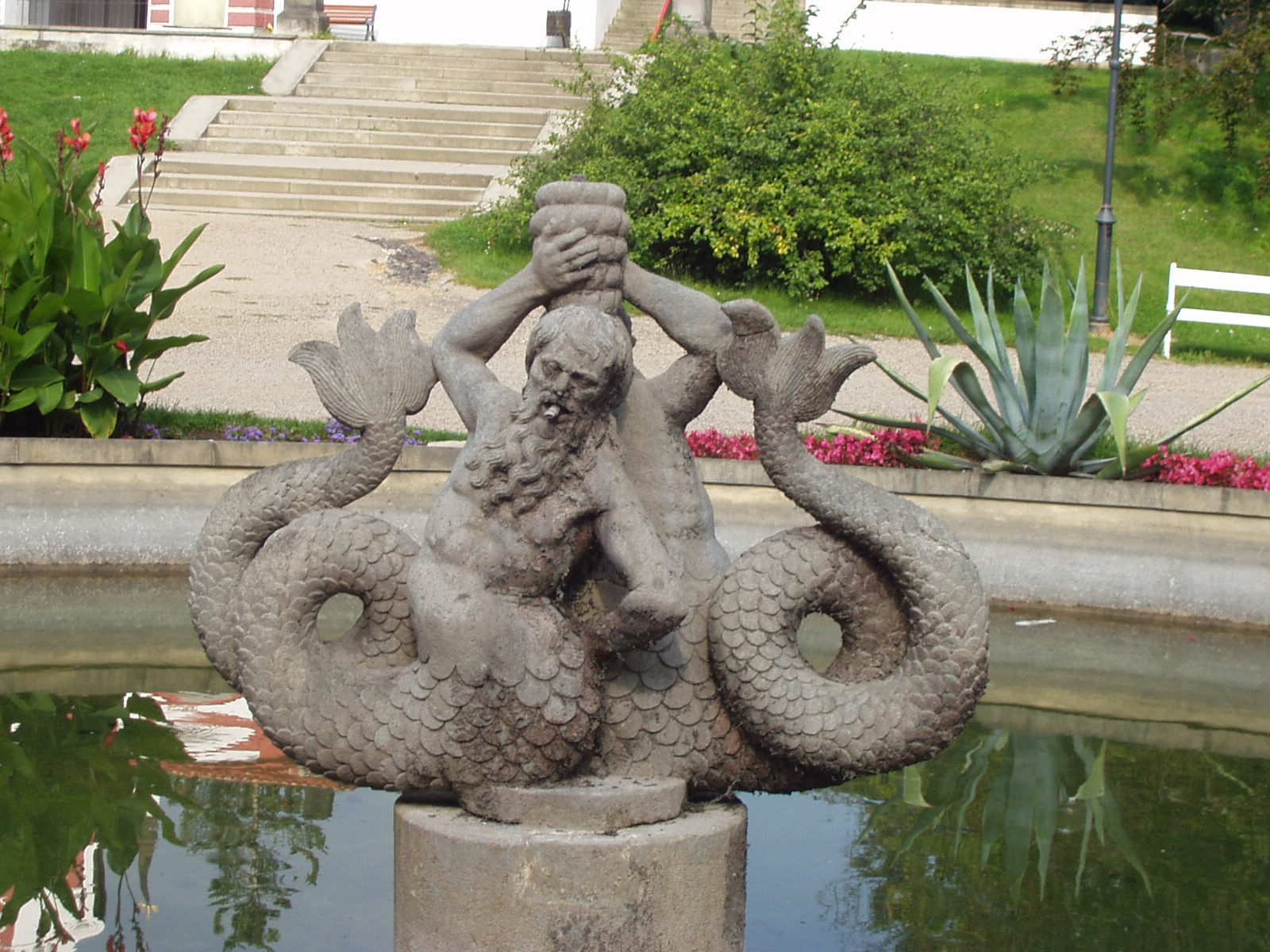
Ян Брокоф. Фонтан Тритон. 1685

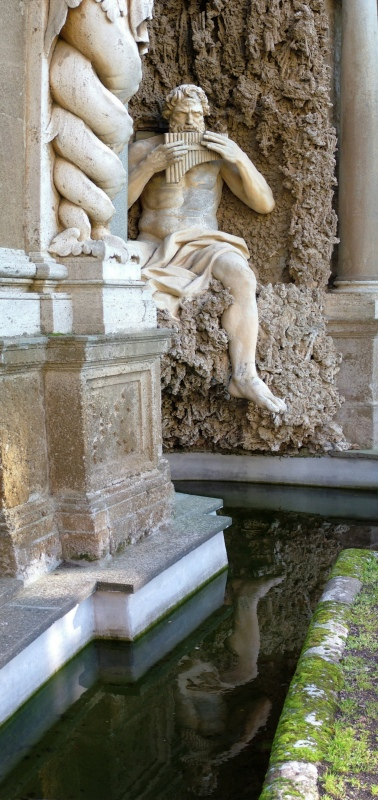
Полифем с флейтой Пана. Скульптор Жак Саразен. 1621. Вилла Альдобрандини, Фраскати

Сад барокко (регулярные сады) почти невозможно представить без садово-парковых скульптур. Еще в начале возникновения подобных садов их насыщали архитектурой и статуями. Декоративный характер имели и вазы, и скульптуры. Почти все скульпторы барокко отдали дань садово-парковой скульптуре — Куазевокс, Жирардон, Пюже Матьяш Бернард Браун, Ян Брокоф.
Лоренцо Бернини начинал карьеру садовым мастером. Пройдет время, и его скульптурами будут украшать только дворцы. А одна из скульптур мастерской Бернини даже пересечет границы Италии и украсит Летний сад в Петербурге (Амур и Психея, мастерская Бернини).
Поскольку сразу сады барокко начали служить вельможам, изменился и их характер. Теперь сады служат репрезентативным целям, становятся частью дворцового быта, впитывают этикет, моды, создают среду для праздников. Постепенно скульптура подчиняется особым программам. Так, в парке Версаля прямо или завуалировано прославлялось лицо короля Людовика XIV (конный Курций, фонтан со скульптурами «Аполлон на колеснице»).
Войне со Швецией были посвящены скульптуры для Летнего сада царя Петра Первого. Отсюда скульптуры Беллоны — римской богини войны, скульптура «Слава воинов», аллегорическая группа «Ништадтский мир» 1722 года итальянца Пьетро Баратта.
Когда победа над армией Швеции стала предопределена, барочные скульптуры Летнего сада служили просвещению, привлечению царского окружения к ценностям прогрессивной западноевропейской образования и культуры (скульптуры «Мир», «Справедливость», «Архитектура», «Морская навигация»).

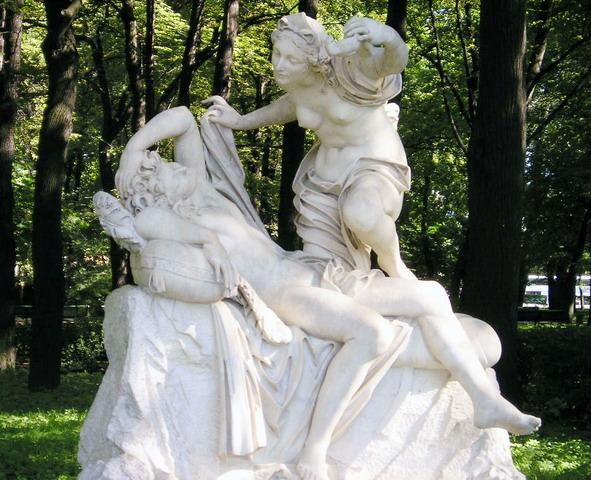
Скульптурная группа «Амур и Психея». Школа Дж. Л. Бернини. Конец XVII века. Летний сад, Санкт-Петербург
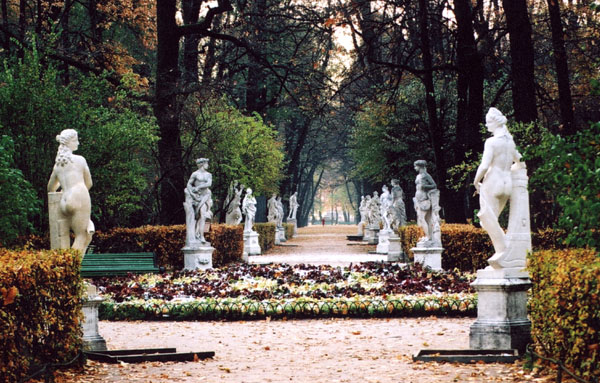
Аллея Летнего сада с мраморными статуями

Свою программу имел и набор скульптур в барочном замке Кукса, Чехия. Владелец замка, граф Шпорк заказал скульптуры мастеру Бернарду Брауну на библейские темы «семь смертных грехов» и «семь христианских добродетелей». Поэтому в замке и предстали скульптуры-олицетворения добродетелей Щедрость, Мудрость, Справедливость, Надежда, Вера в Бога, а среди грехов — Гнев, Гордость, Отчаяние, Скупость, Зависть, Леность, Обжорство.

### Итальянские мастера садово-парковой скульптуры

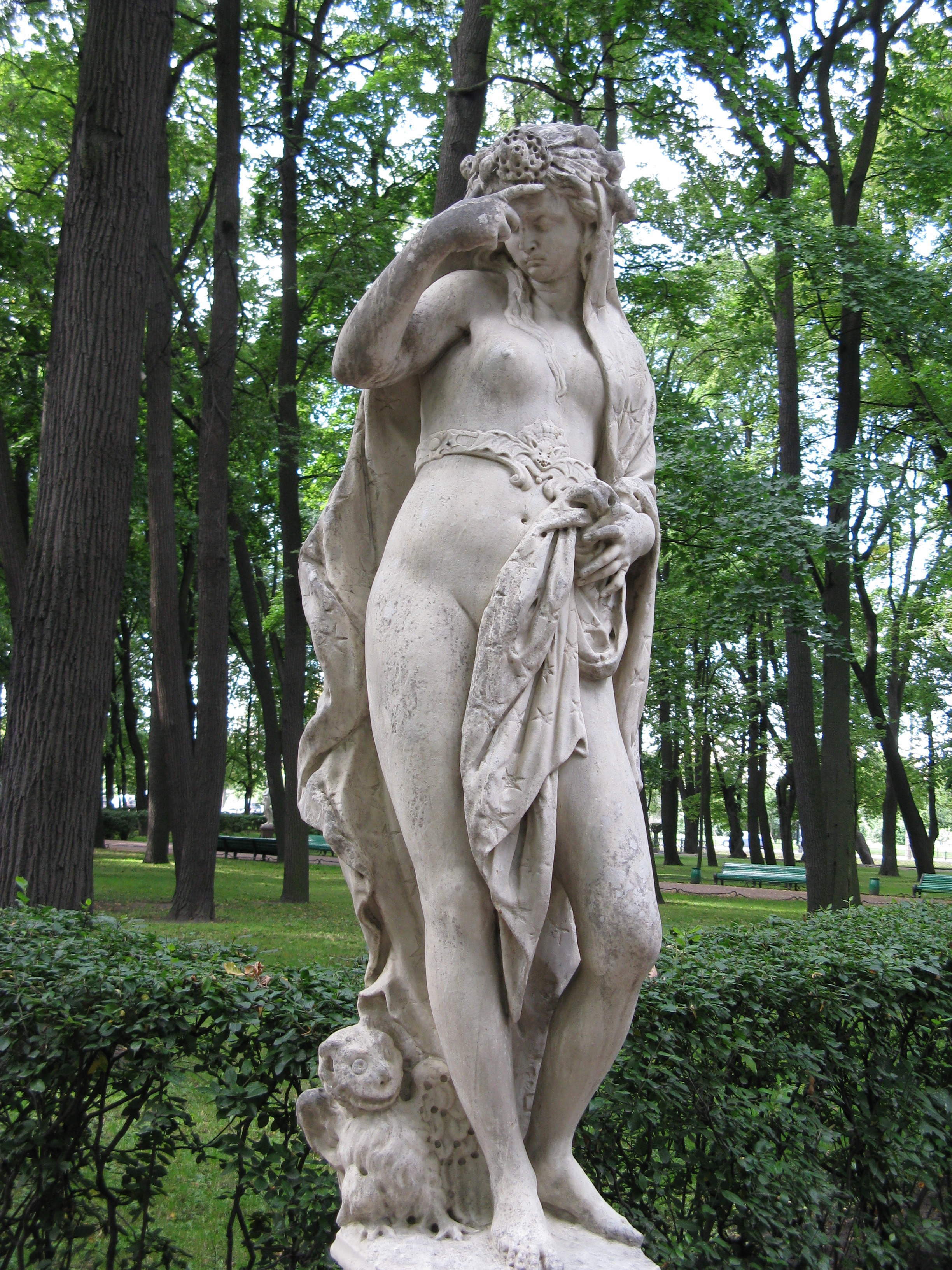
Дж. Бонацца. Ночь. 1717. Летний сад, Санкт-Петербург

Одним из центров изготовления садово-парковой скульптуры в Европе XVII века стала Венеция. Возникновение барочных садов отразилось на спросе в Италии, и за её границами. Если небогатые владельцы усадеб вдоль реки Брента покупали мало, то русские, австрийские, польские вельможи покупали целые партии.
Особую группу заказов составили заказы из Петербурга. Стремительный рост новой столицы потребовал барочных дворцов и барочных садов. В Италию отправляли особых агентов, приобретали образцы искусств, а также садово-парковую скульптуру. Этим занимались Юрий Кологривов и Савва Рагузинский, последний заказал сразу 20 скульптур. Когда необходимых статуй не было, их заказывали мастерам. Заказы получили скульпторы из Венеции и даже Южных Нидерландов, как тогда называли Бельгию, — Пьетро Баратта, Джованни Бонацца, Томас Квеллинус и другие.
Самым талантливым среди мастеров садово-парковой скульптуры Венеции был Пьетро Баратта, чьи скульптуры до сих пор украшают Петергоф, Царское Село (музей-заповедник) и Летний сад в Санкт-Петербурге.

### Сады классицизма
Сады классицизма имели пейзажный характер. Поэтому насыщенность скульптурой была маленькой, а её характер значительно отличался от программ барочных скульптур. Возродили моду на древнегреческих и римских богов, муз, персонажей мифов, амуров в комбинации с колоннами, обелисками, балюстрадами.

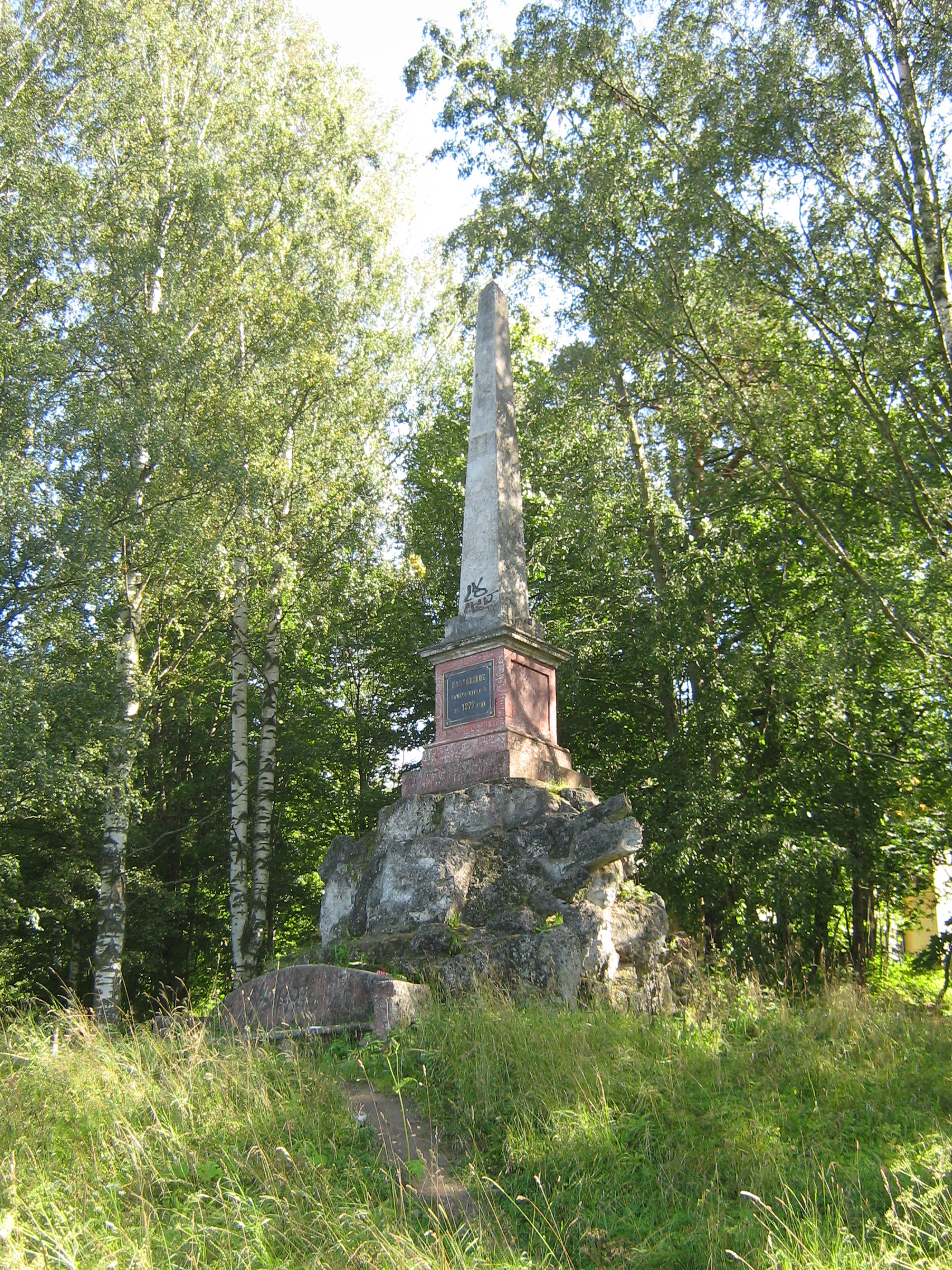
Обелиск в честь основания Павловска
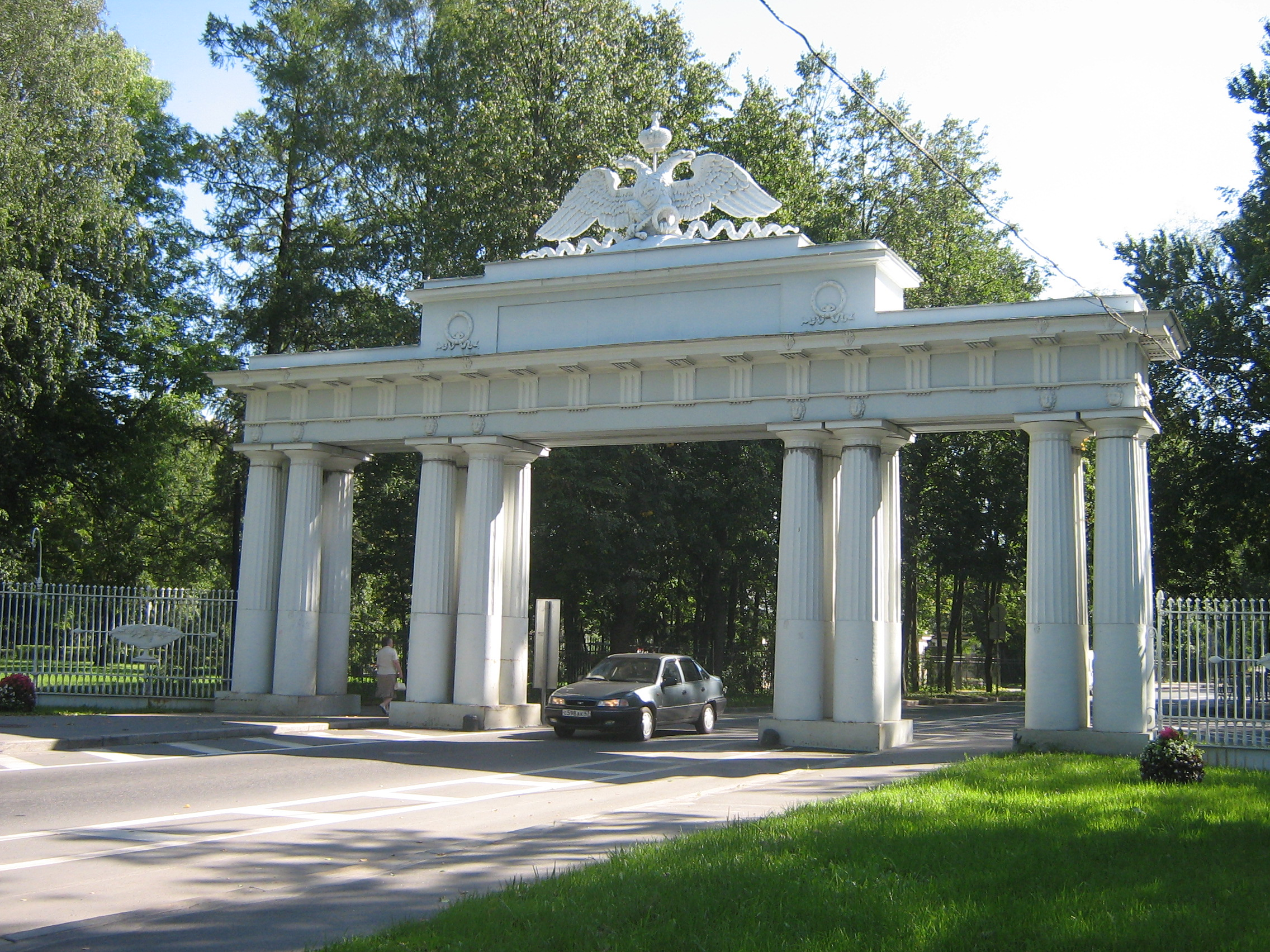
Чугунные ворота. Павловский парк

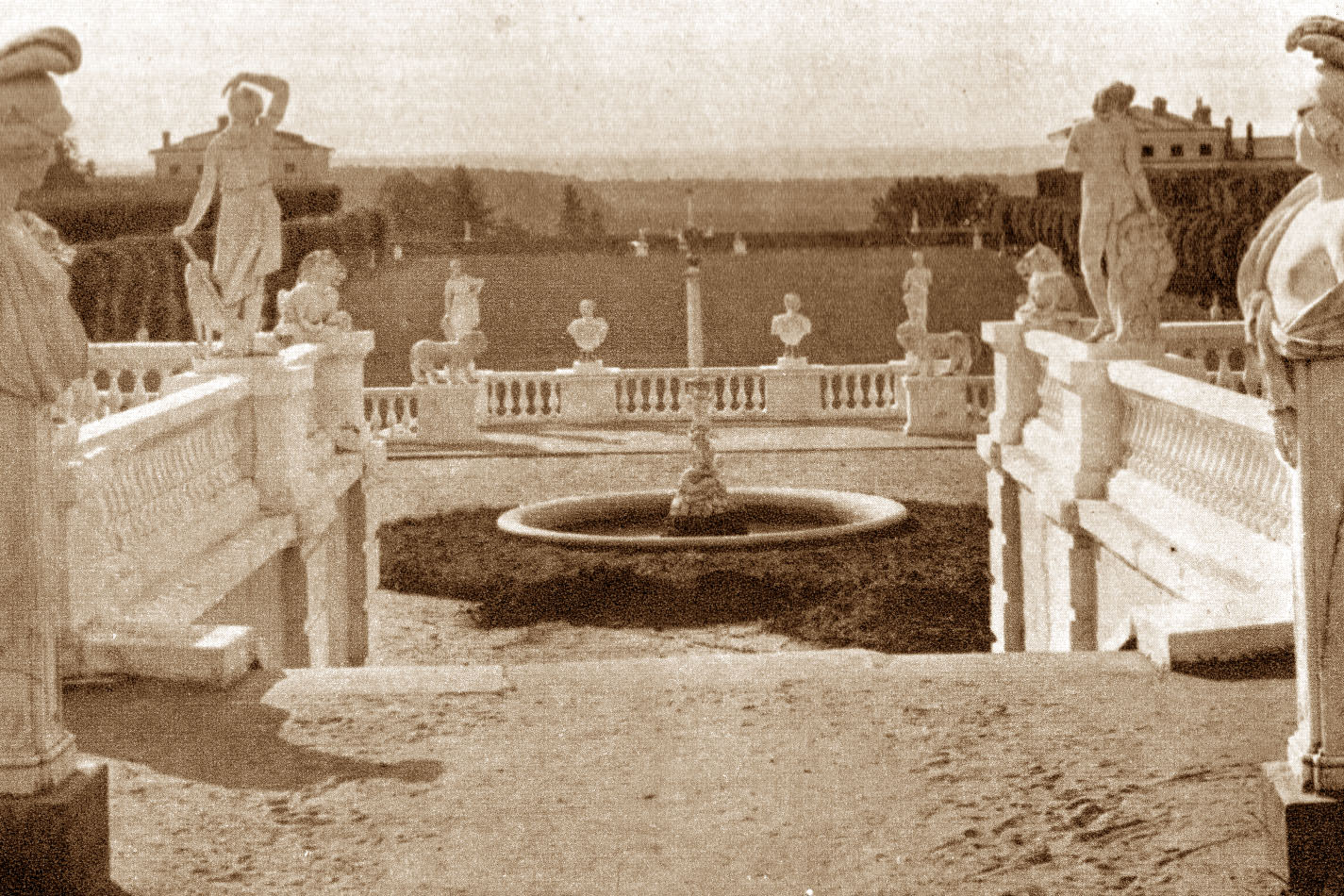
Партер в усадьбе Архангельское под Москвой. Архивная фотография

Исключительный характер имело создание сада в усадьбе Архангельское близ Москвы. В эпоху классицизма здесь создали сад на террасах (что свойственно именно барокко), а его парадную часть украсили невероятным количеством скульптур декоративного, классицистического и мемориального характера. Владелец усадьбы, князь Юсупов иногда специально выкупал интересные усадьбы, чтобы забрать садово-парковую скульптуру оттуда и перевезти её в Архангельское, как это было с усадьбой Горенки графа Алексея Разумовского (1748—1822).
Типичный для классицизма набор садово-парковой скульптуры имела усадьба Алабино младшего брата известного богача Акинфия Демидова — Никиты Демидова. Необычным был только материал — Никита заказал скульптуры из долговечного чугуна. Здесь и Аполлон на искусственном холме, и декоративные вазы, декоративный сфинксы, а въезд в усадьбу украшали два обелиска.
Исполинскую статую древнегреческой Пифии отливали из металла и для сада графа Безбородко в Полюстрово под Петербургом, размерам которой он удивлял гостей.

### Сады XIX века
Круг тем садовой скульптуры в XIX веке расширился. Если в начале века доминировал классицизм, постепенно переродившийся в сухой и чахлый академизм, то с середины века возникают поздние классические темы. Барочный сначала Летний сад в Петербурге превратили в почти пейзажный, а сад украсил памятник баснописцу Крылову, одинаково далёкий и от барочных статуй, и скульптур классицизма, фонтан «Девушка с кувшином», который вдохновил большое число российских деятелей культуры на создание выдающихся литературных и музыкальных произведений.
Воздействие академизма ощущаются и в скульптуре Луи-Эрнста Барье (Louis-Ernst Barrias) «Клятва подростка Спартака», который установили в саду Тюильри в Париже. Но подобную тему невозможно представить в садах барокко. Старинные сады Парижа наполняются новыми памятниками — писателю Бальзаку, некоторым учёным.

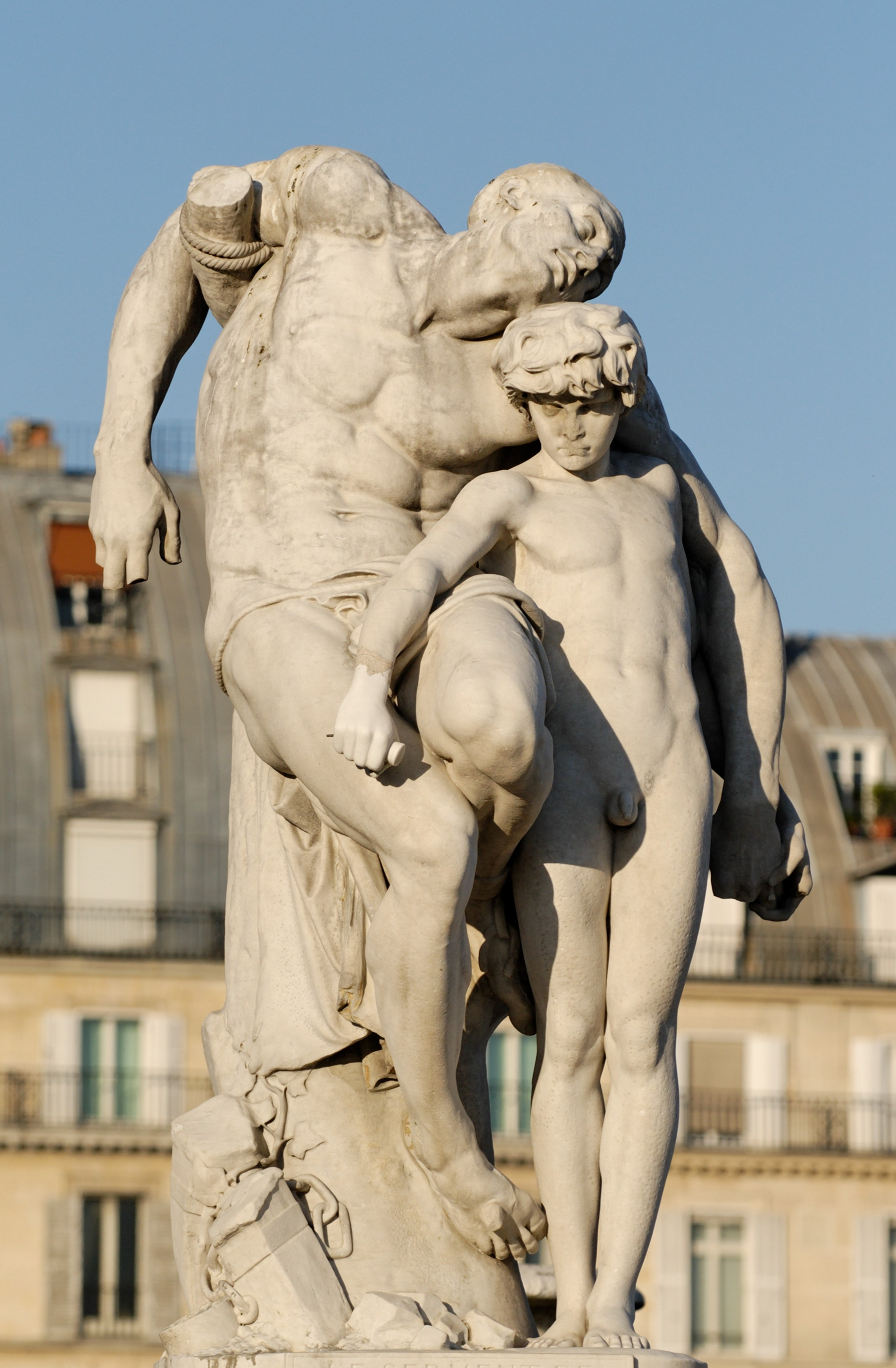
Клятва подростка Спартака. 1871. Сад Тюильри, Париж
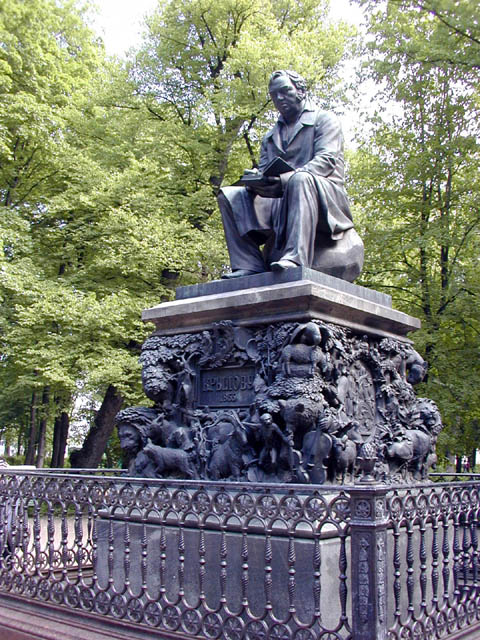
Памятник баснописцу И. А. Крылову. Скульптор П. К. фон Клодт. 1855. Летний сад, Санкт-Петербург
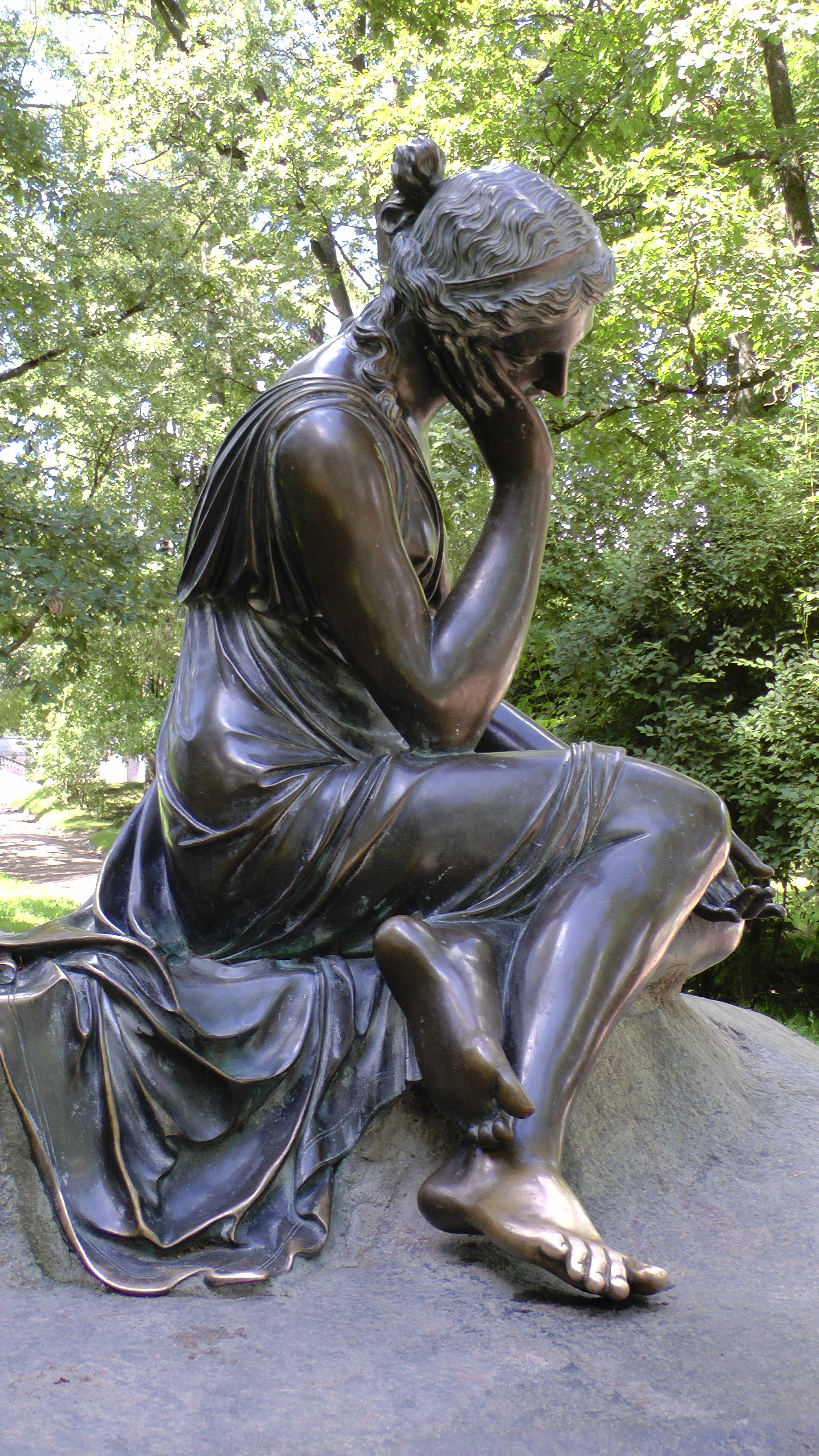
Соколов П. П. Девушка с кувшином. 1816. Екатерининский парк Царского Села
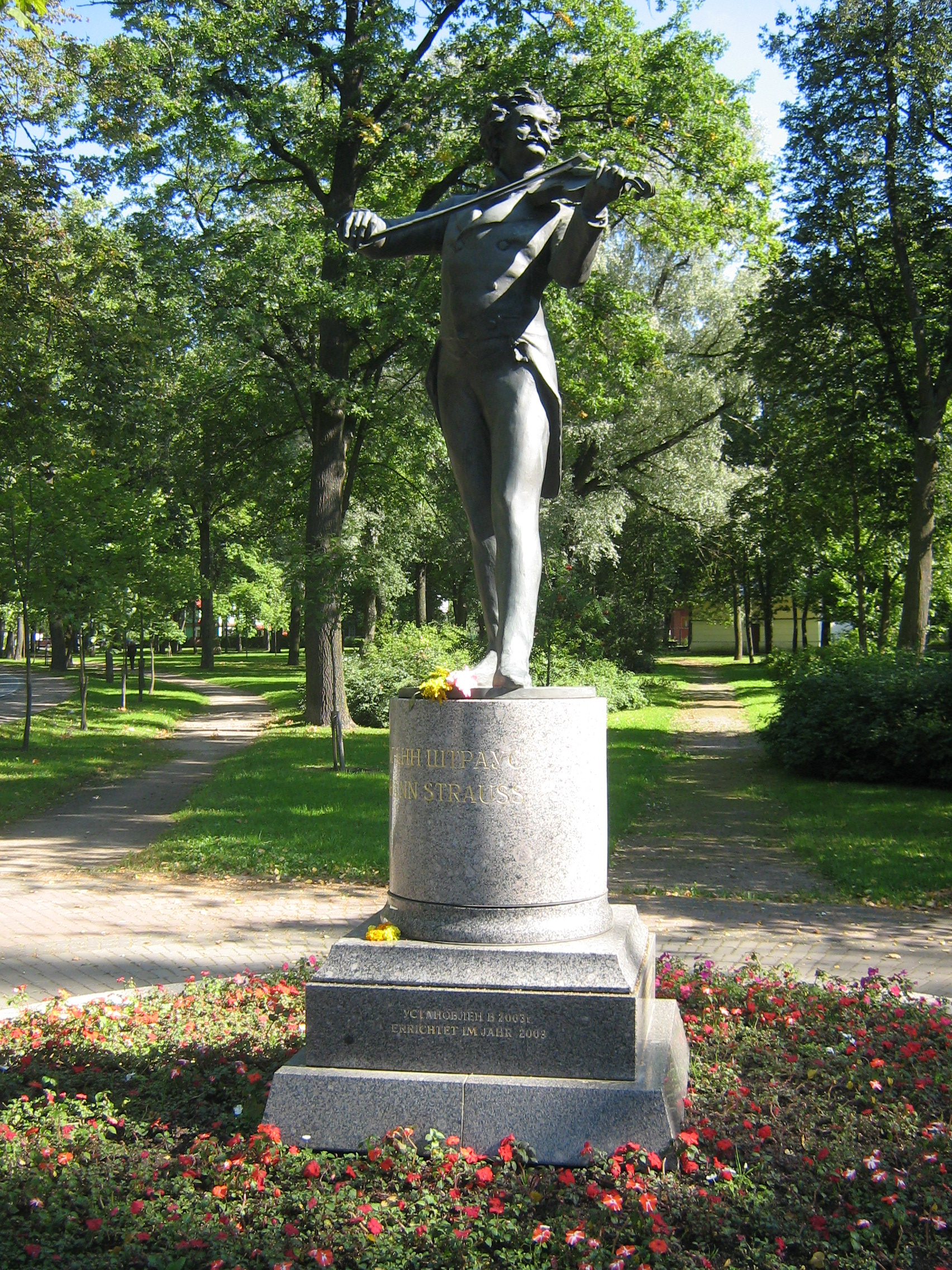
монумент композитору Иоганну Штраусу. Павловск